# Setabis myrtis
Setabis myrtis är en fjärilsart som beskrevs av John Obadiah Westwood 1851. Setabis myrtis ingår i släktet Setabis och familjen Riodinidae. Inga underarter finns listade i Catalogue of Life.